# 2 сентября
2 сентября — 245-й день года (246-й в високосные годы) по григорианскому календарю.
До конца года остаётся 120 дней.
До 15 октября 1582 года — 2 сентября по юлианскому календарю, с 15 октября 1582 года — 2 сентября по григорианскому календарю.
В XX и XXI веках соответствует 20 августа по юлианскому календарю.

## Праздники и памятные дни
См. также: Категория:Праздники 2 сентября

### Международные
- ООН — День окончания Второй мировой войны.

### Национальные
- Вьетнам — День независимости.
- Приднестровье — День независимости.
- Нагорно-Карабахская Республика — День Республики.
- Силенд — День Независимости.

### Профессиональные
- Россия — День патрульно-постовой службы, День российской гвардии.
- Украина — День нотариата.

### Религиозные
Православие
- Память пророка Самуила (XI в. до н. э.);
- память мучеников Севира и Мемнона и с ними 37-ми мучеников (304);
- память священномучеников Александра Малиновского, Льва Ершова, Владимира Четверина, пресвитеров (1918);
- память священномученика Николая Бирюкова, пресвитера (1919);
- обретение мощей священномученика Гермогена (Долганёва), епископа Тобольского (2005).

### Именины

#### Православные
Дата дана по новому стилю:
Мужские
- Память Фракийских мучеников:
  - священномученик Севир
  - мученики: Агафон, Антилин, Анфон, Афинодор, Ахиллес, Виктор, Восва, Гай, Генефлий, Дифил, Дометиан, Евдемон, Евстафий, Епафродит, Зоил, Зотик, Керкан, Кронин, Максим, Мемнон, Мест, Молий, Неофит, Никон, Ор, Орион, Палмат, Пансфен, Пантолеон, Панфирий, Рин, Савин, Саторнин, Силуан, Стратон, Тимофей, Тиранн, Феосевий, Хрисанф.
- Владимир — священномученик Владимир (Четверин);
- Дос — мученик Дос (Доса), мч.
- Иерофей — Иерофей Венгерский;
- Илиодор — мученик Илиодор;
- Иоанн (Иван) — Иоанн, епископ Суздальский и Нижегородский, (переложение мощей);
- Лукий — мученик Лукий Кипрский;
- Самуил — пророк Самуил;
- Феодор (Фёдор) — Феодор, архиепископ Ростовский (переложение мощей).

Женские
- Руфина.

## События
См. также: Категория:События 2 сентября

### До XVIII века
- 31 до н. э. — сражение при Акциуме.
- 911 — князем Олегом подписан мирный договор между Византией и Киевской Русью.
- 1642 — английский революционный парламент запретил театры.
- 1686 — австрийские войска взяли Буду и избавили её от турецкого владычества, длившегося с 1541 года.

### XVIII век
- 1727 — русская экспедиция под руководством Витуса Беринга отправилась из Охотска на Камчатку.
- 1752 — Великобритания и её колонии прожили последний день по юлианскому календарю. На следующий день вступил в силу григорианский календарь.
- 1758 — на острове Баффин проведено первое в Канаде англиканское богослужение.
- 1762 — Курляндия обязалась пропускать русские войска и согласилась не препятствовать строительству на своей территории православного храма[источник не указан 684 дня][значимость факта?].
- 1789 — основано министерство финансов США.
- 1792 — во Франции начались «сентябрьские убийства» — расправа революционной толпы над заключёнными тюрем.
- 1794 — начало строительства Одессы.

### XIX век
- 1807 — начало бомбардировки Копенгагена английским флотом.
- 1885 — бойня в Рок-Спрингсе.
- 1889 — открыт морской порт в Мариуполе.

### XX век
- 1913 — в Киеве началась Первая Всероссийская спортивная олимпиада.
- 1918
  - Образован Реввоенсовет Республики во главе с Л. Д. Троцким. В тот же день главкомом Красной армии назначен Иоаким Вацетис.
  - В Сибири белогвардейцами схвачен генерал Александр Таубе, один из первых царских генералов, перешедший на сторону Советской власти.
- 1919 — в США запрещены забастовки железнодорожников.
- 1922 — на заводах Ford Motor Company появилось предупреждение, что любого, от кого будет нести запахом пива, вина или более крепких напитков, ждёт немедленное увольнение с работы.
- 1933 — подписан советско-итальянский договор о дружбе, ненападении и нейтралитете.
- 1935 — Джордж Гершвин завершил работу над оперой «Порги и Бесс».
- 1937 — на Британский Гонконг обрушился один из самых смертоносных тайфунов в истории Коронной колонии[5].
- 1942 — Расстрел 47-ми воспитанников Нижне-Чирского детского дома.
- 1943 — освобождён от немецко-фашистских захватчиков город Лисичанск.
- 1945
  - Подписан акт о капитуляции Японии, завершивший Вторую мировую войну.
  - Провозглашена Демократическая Республика Вьетнам.
- 1949 — Югославия разорвала морской и воздушный договоры с СССР.
- 1958 — впервые вышло в эфир телевидение Китая.
- 1962 — СССР объявил о том, что он будет тренировать и обучать кубинских офицеров.
- 1964 — катастрофа Ил-18 под Южно-Сахалинском.
- 1965
  - На совместном заседании Президиума АН СССР, коллегии Министерства сельского хозяйства и Президиума ВАСХНИЛ под председательством президента АН СССР Мстислава Келдыша нанесён сокрушительный удар по Т. Лысенко и его приспешникам.
  - Советские футбольные клубы сыграли свои первые матчи в еврокубках.
- 1967 — отставной английский офицер Падди Бейтс провозгласил создание на морской платформе у берегов Англии независимого Княжества Силенд, которое стало предоставлять гражданство всем желающим.
- 1969 — один из «дней рождения Интернета». В лаборатории Калифорнийского университета состоялась первая успешная передача данных между соседними компьютерами.
- 1970 — катастрофа Ту-124 под Днепропетровском.
- 1971 — Объединённая Арабская Республика распалась на Египет и Сирию.
- 1972 — началась первая серия матчей между советскими хоккеистами и канадскими профессионалами. В Монреале сборная СССР сенсационно разгромила канадцев со счётом 7:3.
- 1986 — канадка Кэти Смит (Cathy Smith) приговорена к трём годам тюрьмы за непреднамеренное убийство американского актёра Джона Белуши, умершего от передозировки наркотиков.
- 1990 — провозглашено создание Приднестровской Республики в составе СССР.
- 1991
  - Нагорно-Карабахская Республика объявила независимость от Азербайджана.
  - США признали независимость балтийских республик — Латвии, Литвы и Эстонии.
- 1992
  - Создана кодировка UTF-8[6].
  - США и Россия договорились о снятии ограничений на поездки журналистов и бизнесменов.
- 1993
  - В Узбекистане объявлено о замене до 2000 года кириллицы на латинский алфавит.
  - Россия и США подписали соглашение о строительстве МКС.
- 1996
  - Введена украинская гривна.
  - Последняя смертная казнь в России (по другим данным — 2 августа того же года).
- 1998 — катастрофа MD-11 под Галифаксом, 229 погибших. Крупнейшая катастрофа в истории швейцарской авиации и самолёта McDonnell Douglas MD-11.

### XXI век
- 2002
  - ОРТ и ОРТ-Международное сменили названия на «Первый канал» и «Первый канал. Всемирная сеть».
  - Землетрясение магнитудой около 7 близ Индонезии унесло жизни более 50 человек.
- 2008 — вышла первая публичная бета-версия браузера Google Chrome.
- 2009 — запущена Киевская городская электричка.
- 2019 — ураган Дориан обрушился на Багамские Острова.

## Родились
См. также: Категория:Родившиеся 2 сентября

### До XX века
- 1798 — Томас Холлидей Хикс (ум. 1865), американский политик, 31-й губернатор Мэриленда.
- 1814 — Эрнст Курциус (ум. 1896), немецкий археолог, историк античности.
- 1837 — Джеймс Уилсон (ум. 1925), американский генерал, участник Гражданской войны..
- 1852 — Поль Бурже (ум. 1935), французский писатель и критик.
- 1853 — Вильгельм Фридрих Оствальд (ум. 1932), российский и немецкий физико-химик, философ, лауреат Нобелевской премии по химии (1909).
- 1854 — Поль Вьель (ум. 1934), французский инженер; в 1884 году изобрёл бездымный пироксилиновый порох.
- 1857 — Иван Каблуков (ум. 1942), русский физико-химик.
- 1869 — Хайрем Перси Максим (ум. 1936), американский изобретатель, создатель оружейного глушителя, сын британского оружейника Х. С. Максима.
- 1877 — Фредерик Содди (ум. 1956), английский физик, химик, автор теории радиоактивного распада.
- 1878 — Вернер фон Бломберг (ум. 1946) немецкий военачальник, генерал-фельдмаршал (1936), в 1933—1938 годах министр имперской обороны (с 1935 — имперского военного министерства) Германии.
- 1887
  - Брюс Локхарт (ум. 1970), британский дипломат, тайный агент, журналист, писатель.
  - Александр Савицкий (ум. 1973), русский советский хирург, один из основоположников онкологии в СССР, академик АМН СССР, Герой Социалистического Труда.

### XX век
- 1906 — Александр Казанцев (ум. 2002), советский и российский писатель-фантаст.
- 1908 — Валентин Глушко, (ум. 1989), советский учёный в области ракетно-космической техники, генеральный конструктор комплекса «Энергия-Буран».
- 1909 — Илья Фрэз (ум. 1994), кинорежиссёр, народный артист СССР.
- 1914 — Александр Надирадзе (ум. 1987), советский учёный, конструктор ракетных систем, профессор, академик АН СССР, дважды Герой Социалистического Труда.
- 1920 — Иван Михайличенко (ум. 1982), советский военный лётчик 1-го класса, дважды Герой Советского Союза.
- 1926 — Евгений Леонов (ум. 1994), актёр театра и кино, народный артист СССР.
- 1927 — Труде Йохум-Байзер, австрийская горнолыжница, двукратная олимпийская чемпионка.
- 1928 — Хорас Сильвер (ум. 2014), американский джазовый пианист и композитор.
- 1930 — Андрей Петров (ум. 2006), композитор, народный артист СССР.
- 1935 — Валентин Гафт (ум. 2020), актёр театра и кино, народный артист РСФСР.
- 1938 — Джулиано Джемма (ум. 2013), итальянский актёр кино и телевидения, каскадёр.
- 1941 — Лев Пономарёв, советский и российский политик и общественный деятель, правозащитник.
- 1944
  - Клод Николье, швейцарский физик, лётчик, астронавт, единственный швейцарец, побывавший в космосе.
  - Александр Филиппенко, актёр театра и кино, народный артист России.
- 1945
  - Михаил Вишняков (ум. 2008), советский и российский поэт.
  - Ирина Печерникова (ум. 2020), актриса театра и кино, заслуженная артистка РСФСР.
- 1946 — Билли Престон (ум. 2006), американский рок-музыкант (клавишные, вокал).
- 1952
  - Борис Зосимов, российский медиаменеджер.
  - Джимми Коннорс, американский теннисист, бывшая первая ракетка мира.
- 1953 — Елена Проклова, актриса театра и кино, заслуженная артистка РСФСР.
- 1959 — Ги Лалиберте, канадский бизнесмен и космический турист, основатель Cirque du Soleil.
- 1961 — Карлос Вальдеррама, колумбийский футболист, вошедший в список 125 величайших футболистов ФИФА.
- 1962 — сэр Кир Стармер, британский политик, премьер-министр Великобритании (с 2024 года) и лидер Лейбористской партии.
- 1963 — Станислав Черчесов, российский футболист и тренер, главный тренер сборной России (2016—2021).
- 1964 — Киану Ривз, канадский актёр, кинорежиссёр, продюсер и музыкант (бас-гитарист).
- 1965 — Леннокс Льюис, британский и канадский боксёр-профессионал, абсолютный чемпион мира (1999).
- 1966
  - Оливье Панис, французский автогонщик, пилот «Формулы-1».
  - Сальма Хайек, мексикано-американская актриса, обладательница премии «Эмми».
- 1967
  - Андреас Мёллер, немецкий футболист, чемпион мира (1990), чемпион Европы (1996).
  - Остап Ступка, украинский актёр театра и кино, телеведущий, народный артист Украины (2009).
- 1971
  - Хьетиль Андре Омодт, норвежский горнолыжник, 4-кратный олимпийский чемпион, 5-кратный чемпион мира.
  - Том Стелс, бельгийский велогонщик.
- 1972 — Лёва Би-2 (Егор Бортник), российский музыкант, певец, солист группы «Би-2».
- 1977 — Фредерик Кануте, малийский футболист.
- 1979 — Александр Поветкин, российский боксёр, олимпийский чемпион (2004).
- 1981 — Алексей Чадов, российский актёр театра и кино.
- 1983 — Ким Джон Хван, южнокорейский фехтовальщик на саблях, двукратный олимпийский чемпион.
- 1987 — Скотт Моир, канадский фигурист (танцы на льду), трёхкратный олимпийский чемпион
- 1988 — Дмитрий Овчаров, немецкий игрок в настольный теннис, 6-кратный призёр Олимпийских игр.
- 1989
  - Алешандре Пато, бразильский футболист, серебряный призёр Олимпийских игр (2012).
  - Zedd (Антон Игоревич Заславский), немецкий диджей и музыкальный продюсер.
- 1992 — Йим Готтфридссон, шведский гандболист, чемпион Европы (2022).
- 1995 — Александр Барков, финский хоккеист, призёр Олимпийских игр (2014)

## Скончались
См. также: Категория:Умершие 2 сентября

### До XX века
- 1652 — Хосе де Рибера (р. 1591), испанский живописец и график.
- 1747 — Филипп Иоганн фон Страленберг (р. 1677), шведский офицер и картограф.
- 1813 — Жан Виктор Моро (р. 1763), французский полководец.
- 1836 — Уильям Генри (р. 1774), английский химик.
- 1884 — Вильгельм Гартвиг Безелер (р. 1806), немецкий юрист и политический деятель, один из лидеров шлезвиг-гольштейнского движения 1848—1851 гг.

### XX век
- 1910 — Анри Руссо (р. 1844), французский живописец-примитивист.
- 1922 — Генри Лоусон (р. 1867), австралийский писатель и поэт.
- 1927 — Алексей Бобринский (р. 1852), русский историк, археолог, председатель Императорской археологической комиссии (1886—1917), министр земледелия (1916).
- 1929 — Пауль Лени (р. 1885), немецкий художник-оформитель, декоратор, кинорежиссёр.
- 1937 — Пьер де Кубертен (р. 1863), французский общественный деятель, инициатор возрождения Олимпийских игр.
- 1941 — Коле Неделковски (р. 1912), македонский поэт.
- 1969 — Хо Ши Мин (р. 1890), вьетнамский революционер, президент Вьетнама (1951—1969).
- 1970 — Василий Сухомлинский (р. 1918), украинский советский педагог-новатор, детский писатель.
- 1973 — Джон Рональд Руэл Толкин (р. 1892), английский писатель, лингвист, филолог, автор трилогии «Властелин колец».
- 1973 — Ширали Мислимов (р. 1805), азербайджанский чабан, которому по паспорту было 168 лет.
- 1979 — Жак Феврие (р. 1900), французский пианист.
- 1982 — Франц Платко (р. 1898), венгерский футболист и тренер.
- 1982
  - Ада Войцик (р. 1905), советская актриса театра и кино («Сорок первый», «Девять дней одного года»).
  - Надежда Киселёва (р. 1909), советская актриса, певица и танцовщица, артистка цыганского театра «Ромэн».
- 1984 — Сергей Мартинсон (р. 1899), актёр театра и кино, народный артист РСФСР (1964).
- 1990
  - Хелена Браун[исп.] (р. 1903), немецкая оперная певица (сопрано).
  - Джон Боулби (р. 1907), английский психиатр и психоаналитик.
- 1991 — Альфонсо Гарсия Роблес (р. 1911), мексиканский политик и дипломат, лауреат Нобелевской премии мира (1982).
- 1997 — Борис Брунов (р. 1922), конферансье, режиссёр, педагог, народный артист РСФСР.
- 1998 — погиб Джонси Уорик (р. 1962), британский общественный деятель, адвокат, благотворитель.

### XXI век
- 2001 — Кристиан Барнард (р. 1922), южноафриканский кардиолог, хирург, автор первой открытой операции на сердце.
- 2012 — Александр Лебедев (р. 1930), советский и российский актёр театра и кино.
- 2013
  - Фредерик Пол (р. 1919), американский писатель-фантаст, редактор и активный деятель фэндома.
  - Борис Соколов (р. 1914), советский и российский геолог и палеонтолог, академик, Герой Социалистического Труда.
- 2014 — Антонис Вардис (р. 1948), греческий поп-певец.
- 2015 — Евгений Ухналёв (р. 1931), народный художник РФ, автор рисунка современного Государственного герба России.
- 2016 — Ислам Каримов (р. 1938), президент Узбекистана с 1991 по 2016 г.
- 2024 — Александр Медведь (р. 1937), советский белорусский спортсмен, борец вольного стиля, трёхкратный олимпийский чемпион (1964, 1968, 1972), многократный чемпион мира, Европы; заслуженный мастер спорта (1962).

## Приметы
- В этот день появляются зимние опята[7].